# American pit bull terrier
American pit bull terrier[a], ou apenas pit bull, é uma raça pura de cães de porte médio e atléticos oriunda dos Estados Unidos. Desenvolvida no século XIX e reconhecida em 1898 pelo UKC, pertence a família terrier, subdivisão terrier de tipo bull.
Originalmente criado para a rinha de cães, o pit bull atua hoje principalmente como cão de companhia e cão atleta em esportes lícitos, e, em menor escala também como cão de agarre em caça lícita de grandes animais como javalis.
O pit bull é um cão atlético de porte médio do tipo terrier, e descende do extinto bull-and-terrier, cães que eram gerados pelo cruzamento entre o extinto antigo buldogue inglês e o antigo terrier inglês.
O Bull-and-terrier foi criado nas Ilhas britânicas para caça e para o combate em desportos sangrentos, e geralmente é creditado como o ancestral do pit bull. Porém, alguns escritores e criadores, a exemplo de Richard Stratton, defendem que o pit bull é o próprio antigo buldogue inglês, e, por isto, muitos deles referem-se ao pit bull através do termo “bulldog”.
O pit bull geralmente não é indicado para a função de guarda residencial/territorial, de modo que — de acordo com o padrão oficial da raça pelo United Kennel Club — é um cão caracteristicamente bastante dócil com pessoas estranhas, o que é uma qualidade desfavorável para a função. Estes cães também são considerados perigosos devido aos seus instintos de luta, e a sua propriedade ou criação é restrita ou mesmo proibida em muitos países.

## Origem do nome
O nome completo da raça, em inglês american pit bull terrier, ou em português pit bull terrier americano, contém muito significado sobre a origem histórica e desenvolvimento da mesma.
- Pit é uma palavra de origem inglesa cujo um dos significados é "fosso",[13] era um dos nomes dados a arena na qual se realizavam desportos sangrentos de luta de cães e outros animais para fins de entretenimento. Como estes cães foram criados para as lutas em fossos, esse nome foi-lhes atribuído.
- Bull, significa touro, e este termo foi atribuído ao conjunto dos cães utilizados no bull-baiting[14] (luta entre cães e touros) como o antigo buldogue inglês, já extinto e ancestral do pit bull.
- Terrier, significa terra[15], é o nome de uma categoria de cães que engloba raças britânicas utilizadas na caça de pequenos animais escavando terra para os conseguir capturar ou desentocar, sendo extremamente úteis na caça de pragas;[16] cães desta categoria são muito ágeis e enérgicos, perseverantes e absurdamente destemidos, bastante reconhecidos pelo seu gameness e forte instinto de caça. O pit bull herdou o nome terrier dos seus ancestrais de tipo terrier, que cruzados com o antigo buldogue inglês resultaram numa simbiose perfeita entre força e agilidade, originando o bull-&-terrier, considerado o gladiador das arenas do mundo canino e ancestral direto do pit bull.[17]
- American ou americano, representa o país de origem do pit bull, os Estados Unidos, onde a raça foi desenvolvida e registrada.[18][19][20]

Pelo que, American Pit Bull Terrier pode ser traduzido livremente como "Bull-&-terrier americano de arena". 

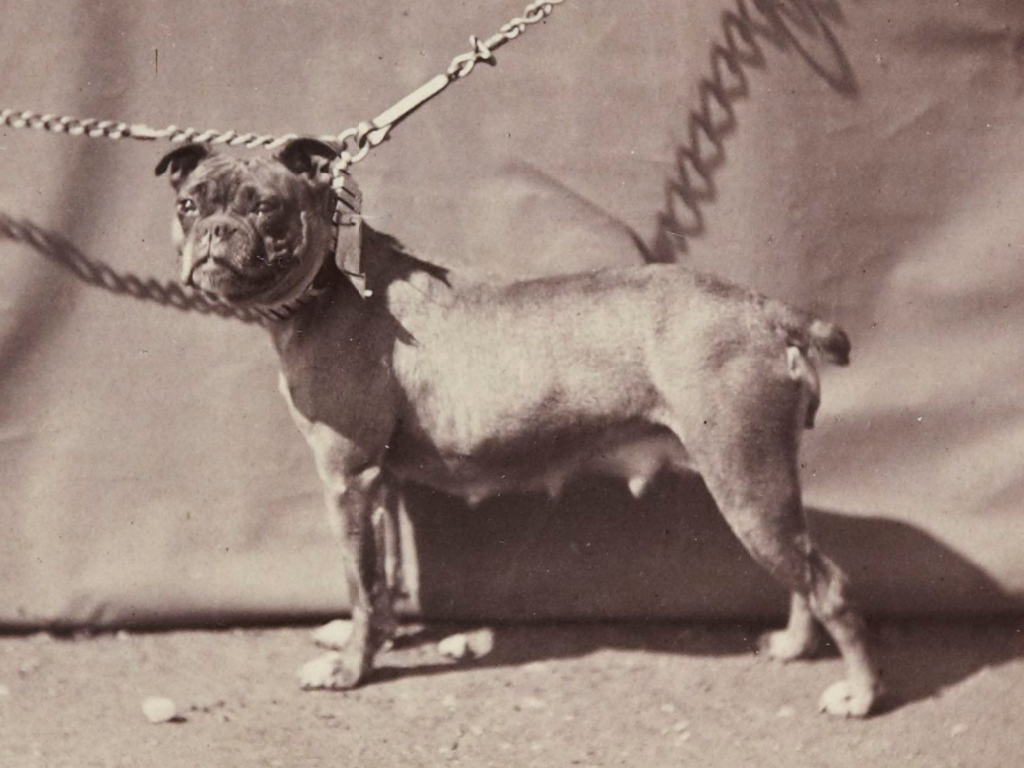
Antigo buldogue inglês, 1863
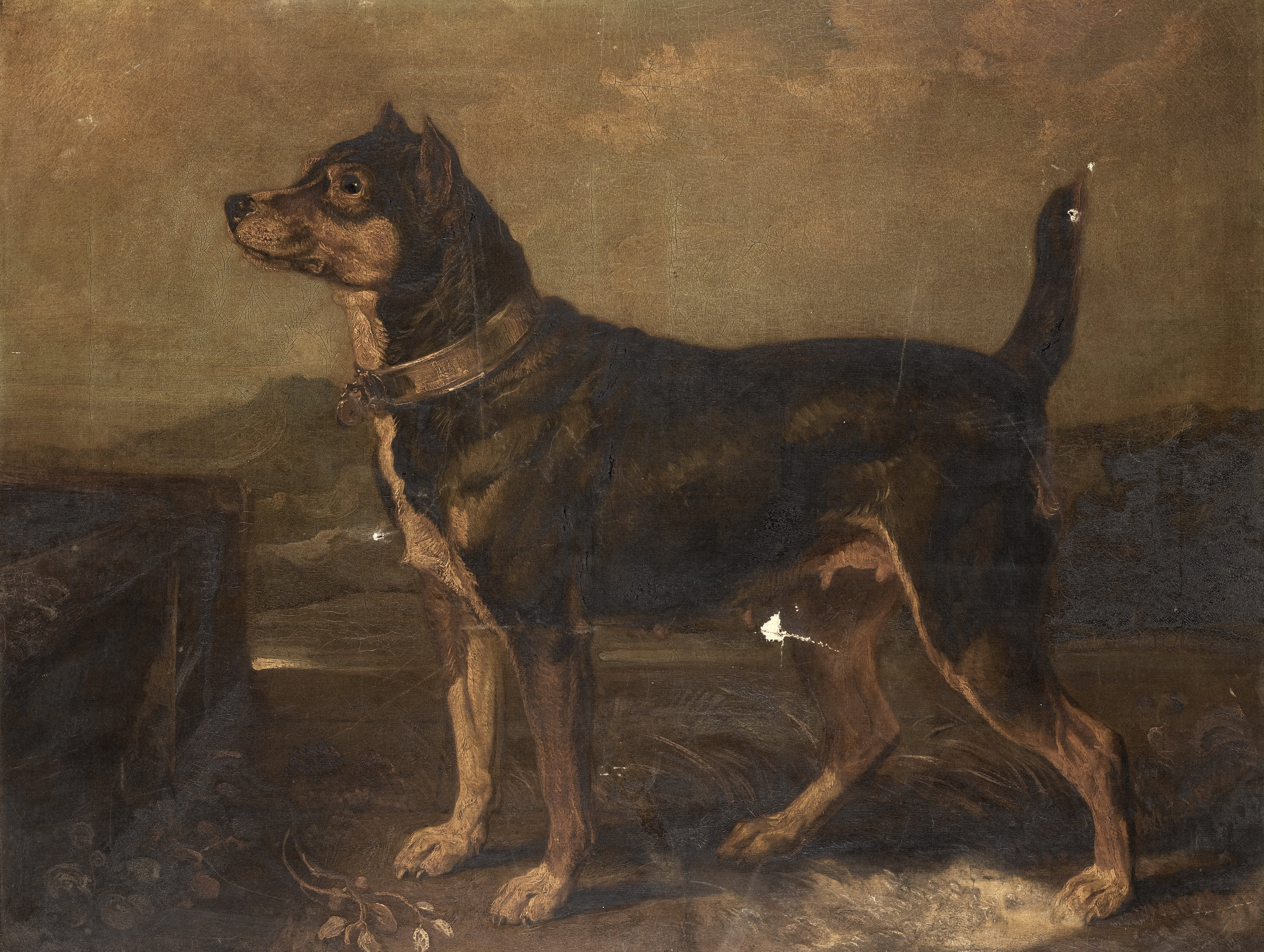
Um cão tipo terrier, 1811
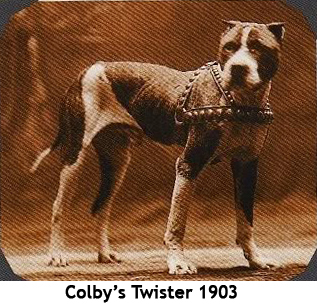
Famoso cão pit bull, 1903
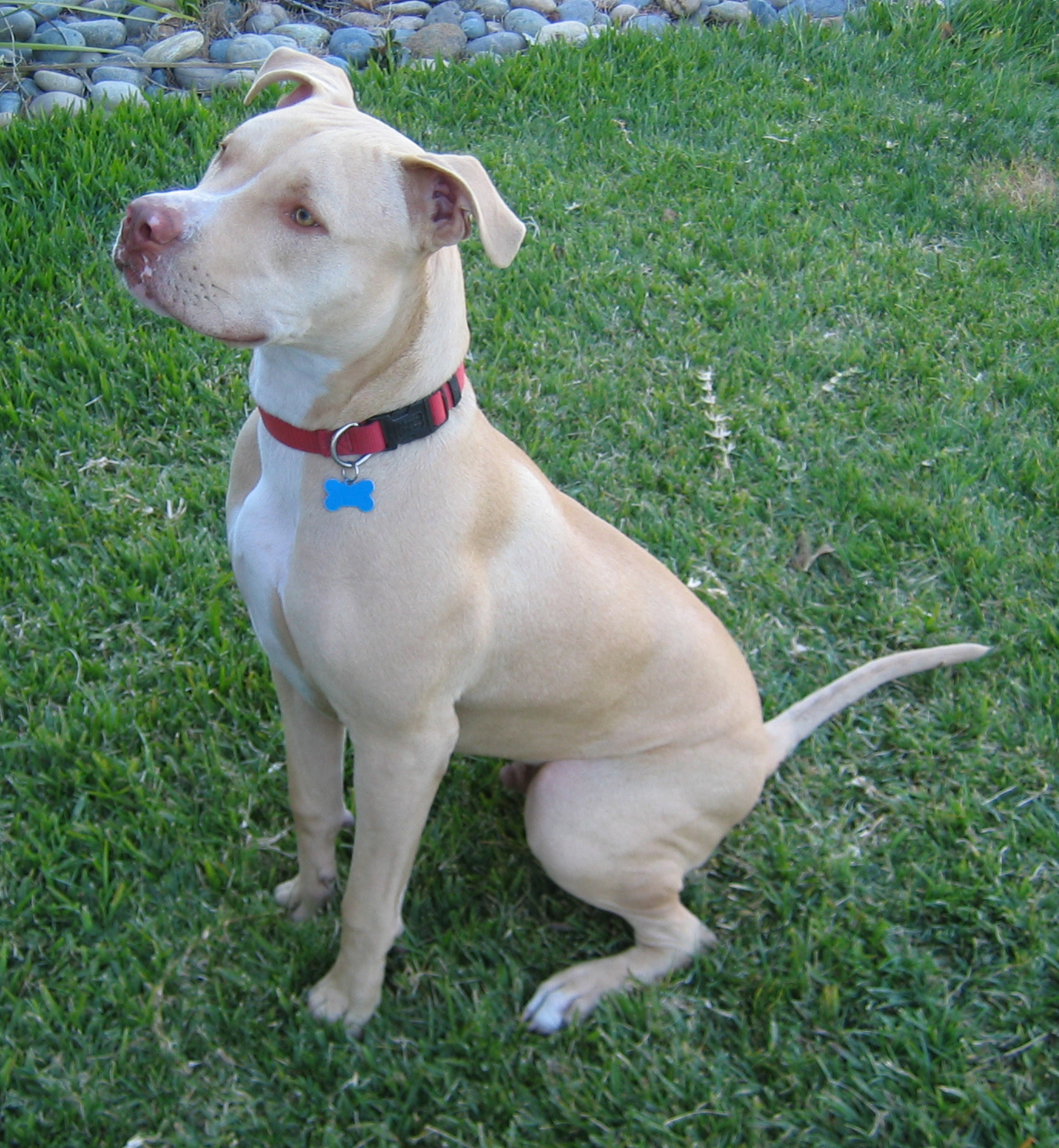
Cão pit bull contemporâneo

## Reconhecimento
Internacionalmente o pit bull é reconhecido por entidades como a Alianz Canine Worldwide, International Canine Kennel Club, World Kennel Union e United Kennel Club (UKC internacional). Nos Estados Unidos, seu país de origem, é reconhecida por várias entidades, tais como o United Kennel Club (UKC), American Dog Breeders Association (ADBA) desde 1909, American Preservation Dog Registry (APDR), National Kennel Club (NKC), e All American Dog Registry International (AADRI); sendo as duas primeiras (UKC e ADBA) as mais antigas e importantes tendo seus pedigrees geralmente mais valorizados no país de origem e ao redor do mundo para a raça.
A raça foi reconhecida oficialmente pela primeira vez em 10 de fevereiro de 1898 pelo UKC, e o primeiro cão registrado era um exemplar chamado Bennett's Ring de propriedade de Chauncey Bennett, fundador deste kennel clube.

## No Brasil
Os primeiros cães chegaram ao Brasil de forma discreta entre o final dos anos 1970, no Rio Grande do Sul, e início dos anos 1980 no Rio de Janeiro, usados primeiramente para combates clandestinos e vindos de linhagens famosas. Em São Paulo, só em 1986 é que foi importado o primeiro cão conhecido, um macho red nose chamado Playboy, sem pedigree, um dos ancestrais de Pit Canchin, o patriarca da linhagem Canchin. Porém, a grande popularidade da raça só veio a acontecer no Brasil no final dos anos 1990.
Hoje há uma maior preocupação com a procedência do plantel nacional, havendo aumento na importação de exemplares dos Estados Unidos.

## História

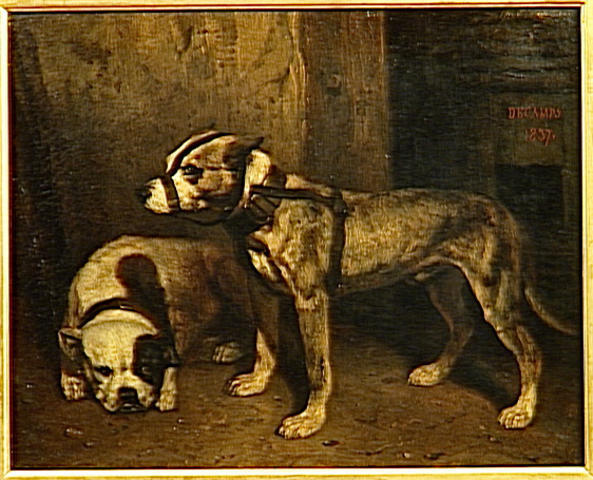
Antigo bulldog e um Bull-and-terrier de focinheira. Pintura por Alexandre Gabriel Decamps, circa 1837

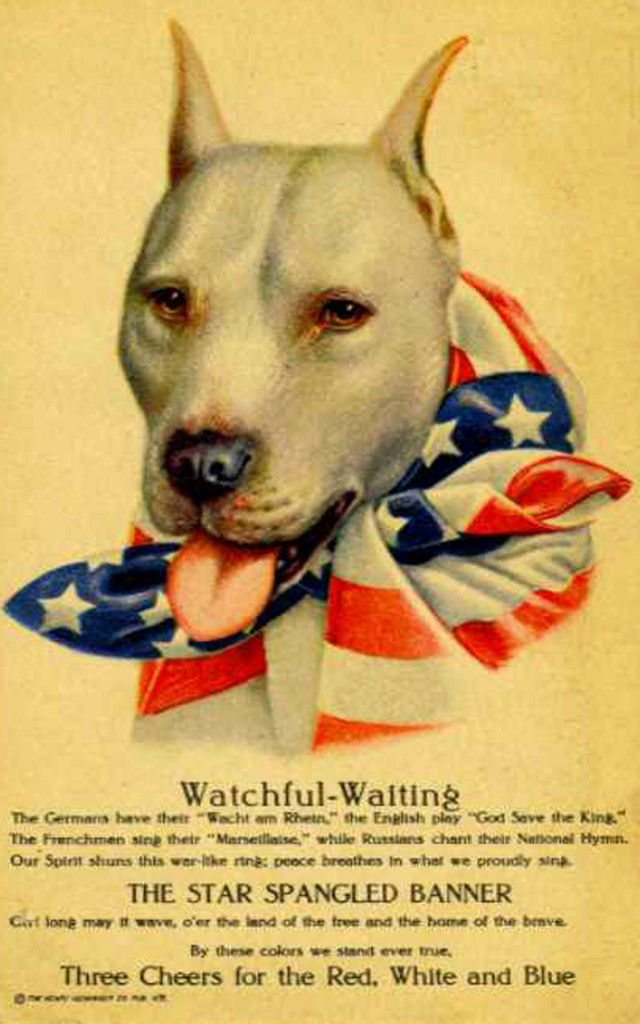
Pôster da Primeira Guerra Mundial. Cão pit bull representando os EUA

Durante o século XIX no Reino Unido os esportes sangrentos (combates que envolviam animais) ainda eram muito populares e apreciados. Dentre estes "esportes" um dos mais populares era o bull-baiting, uma prática sádica em que os extintos Antigos Buldogues eram usados para atacar touros trazidos para uma arena em frente a um grande público composto por várias classes sociais. O touro ficava amarrado por uma longa corda, e os cães atacavam-no evitando coices e chifradas, agarravam o seu nariz ou orelha, e seguravam-se até que o touro caísse. Os súditos e a realeza da época compareciam a estes espetáculos sangrentos em busca de diversão, na tentativa de distração da pobreza e doenças de seu tempo. Contudo, uma crescente nova opinião pública forçou o governo a tomar uma medida. Em 1835, o parlamento inglês proibiu todos os esportes sangrentos, incluindo o popular bull-baiting. Uma vez que este foi banido, os criadores que apreciavam as qualidades combativas dos antigos buldogues utilizados nestes eventos, voltaram sua atenção para a briga de cães contra cães, e outros desportos como badger-baiting, que apesar de também proibidos, eram mais fáceis de esconder. Começaram utilizando o antigo buldogue, mas, por diversos motivos, cruzaram-no com o antigo terrier inglês, e produziram cães conhecidos como Bull-and-terrier, que eram animais de porte médio com extrema força, dotados de maior agilidade que os buldogues e com grande resistência física e persistência; um cão que cumpria todas as expectativas dos criadores de cães de briga. Na rinha o Bull-and-terrier mostrava bravura, alta tolerância à dor, determinação, afeição e muito apego aos humanos e ao seu dono.
Posteriormente entre os anos de 1845 e 1850, durante o evento histórico conhecido como a Grande fome na Irlanda, boa parte desses cães Bull-and-terrier foram levados por imigrantes das Ilhas Britânicas (por ingleses e irlandeses) para os Estados Unidos, onde foram utilizados como cães de boiadeiro, cães de briga, cães de caça pesada (caça  a javalis), e como proteção contra animais selvagens. Em solo americano, o bull-and-terrier foi aperfeiçoado, dando origem a nova raça que em 1898 foi reconhecida pelo UKC (United Kennel Club) com o nome de American Pit Bull Terrier.
Após o reconhecimento a raça passou a ser cada vez mais utilizada em rinhas, atingindo o auge entre as décadas de 1920 e 1970, quando a prática finalmente foi proibida em todos os estados do país americano.
Atualmente o american pit bull terrier demonstra sua versatilidade, participando com sucesso em campeonatos de Obediência, Faro, Agility, Schutzhund, Tração (Weight pull), TopDog e Dock diving, bem como em shows de conformação.

## Rinhas de cães

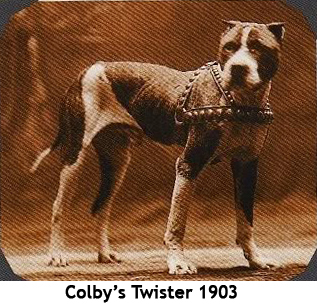
Cão American pit bull terrier chamado Colby's Twister, no ano de 1903

A prática do combate entre cães foi "importada" das Ilhas britânicas para os Estados Unidos em meados do século XIX, quando pioneiros, principalmente imigrantes, como o britânico "Cockney" Charlie Lloyd em 1845, começaram a trazer e comprar cães bull-and-terrier de linhagens famosas de combate e trazê-los ao país. Alguns cães tornaram-se especialmente famosos campeões nos EUA, à exemplo do cão Lloyd's Pilot nascido em 1878 (um dos cães importados por Charlie Lloyd), e o cão McDonald's Grip, também conhecido como The Gas House Dog, propriedade de John McDonald. Os combates envolviam apostas, e, cães imbatíveis geravam certo misticismo e seus donos ficavam famosos e endinheirados, também com venda dos filhotes e de coberturas dos reprodutores famosos, o que contribuiu para o crescimento da popularidade da prática.
Ao final do século XIX, um jovem chamado John P. Colby começou sua criação comprando e negociando cães nos portos de Boston e Newburyport, e teve grande sucesso alcançando fama e status, vendendo cães como combatentes mas também como pets para famílias americanas, popularizando a raça em construção e tendo como fruto a famosa linhagem Colby ainda preservada hoje.

Em 1898, a nova raça americana foi registrada com a fundação do United Kennel Club, que começou a emitir títulos de campeões de combate e promover e sancionar eventos do tipo. Os cães lutavam dentro de pequenas arenas chamadas de pit, e com o tempo foram desenvolvidas as Cajun Rules, um conjunto de regras que definiam as dimensões do pit, escolha do juiz, protocolo de combate, etc, como uma forma de padronizar a prática. Porém havia mais de uma versão das Cajun Rules, ainda que houvesse as mais populares, como a desenvolvida pelo comissário de polícia G. A. "Gaboon" Trahan em meados do século XX.

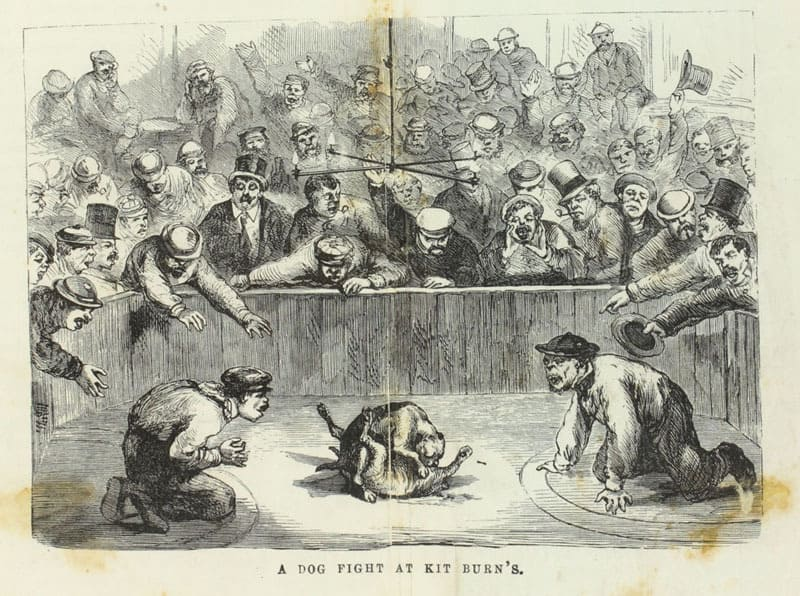
"A Dog Fight at Kit Burn’s". Um combate de cães dentro de um pit no estabelecimento Kit Burn's em Nova Iorque, EUA, 1868

Por muitas décadas a briga de cães floresceu com muitos adeptos nos EUA e a raça pit bull se desenvolveu e atingiu seu auge genético ao longo do século XX. Os cães lutavam em categorias classificadas por peso. Eles ganhavam condicionamento físico com treinos de corrida em esteira mecânica (treadmill) e catmill (aparato em que o cão é preso para correr em círculos), treinos de natação e spring pole, tudo para aumentar a estamina, fortalecer os músculos e alcançar o peso magro desejável. A habilidade em combate e a tendência a agressividade contra outros cães eram fatores genéticos, aperfeiçoados com o ganho de experiência individual. Os criadores viam a rinha como um teste duro de temperamento, uma forma de seleção genética buscando uma qualidade muito desejada chamada gameness.
Pouco a pouco, cada estado do país americano começou a tomar medidas e fizeram leis proibindo este desporto sangrento, e o United Kennel Club deixou de compactuar com a prática. Em 1976, o combate entre cães já era proibido em todos os estados americanos, alguns com leis mais brandas, outros mais rigorosos. Porém a prática ilegal ainda continuou, de forma cada vez mais secreta.
Nos anos 1970 e 1980 nos EUA, a utilização de pit bulls em práticas legais como provas de conformação, esportes e caça de javali começaram a ganhar mais adeptos, popularizando utilidades lícitas para a raça, que se manteve bem conservada.
Ainda hoje as rinhas persistem de forma ilegal em muitos países do mundo, porém com números menores se comparados ao século XX.

## Características
As características essenciais do pit bull, segundo o Padrão Oficial da Raça, descrito pelo UKC, são a resistência e autoconfiança. São cães com um alto nível de energia, com aptidão para esportes de resistência, não devendo assim ficarem presos num espaço pequeno, muito menos em correntes curtas por muito tempo. Precisam de bastante exercício, oferecido de forma correta, conforme o condicionamento físico e idade do cão, para evitar lesões.

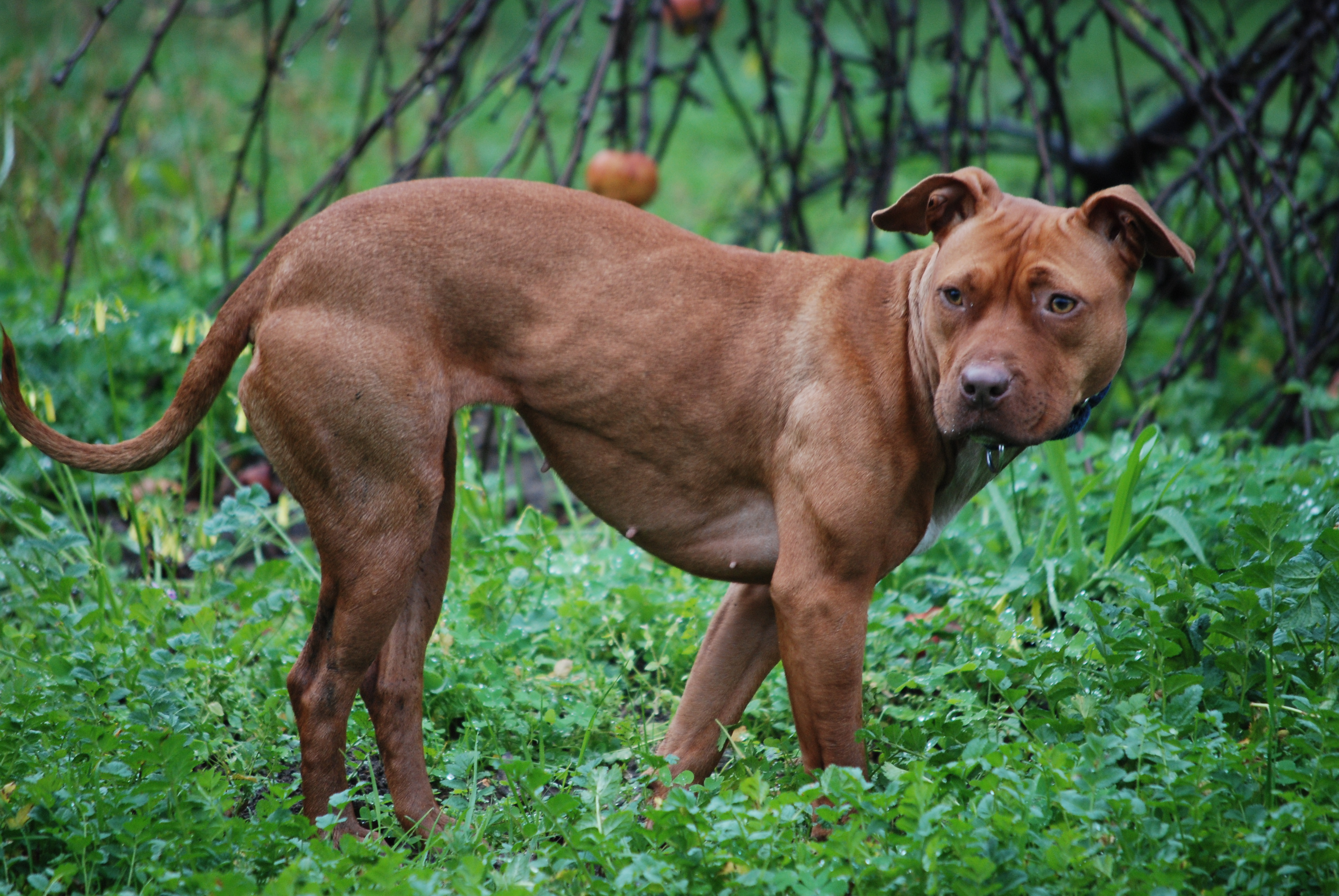
Cadela pit bull

Devido a sua herança terrier e ao propósito inicial de seleção da raça, possuem predisposição para apresentar agressividade contra outros cães e animais, possuindo um impulso de caça elevado, necessitando de socialização e adestramento. A agressividade contra humanos é altamente indesejável pelos criadores.
Em relação às características físicas, de acordo com o padrão UKC é preferível que os machos pesem entre 15 e 27kg e possuam entre 45 e 53 cm na altura da cernelha; e que as fêmeas possuam entre 13 e 22kg, e entre 43 e 51 cm na altura da cernelha. Já o padrão estabelecido pela ADBA, possui um limite de peso oficialmente fixado, e relata que um pit bull condicionado deve pesar exatamente entre 13 e 34 kg, machos ou fêmeas; A altura deve ser proporcional ao peso e possuem uma cintura mais esgalgada. Os cães não devem ser pernaltas e nem muito pesados para seu tamanho. São cães de estrutura "quadrada" quando vistos de perfil de pé apoiados sobre as quatro patas. Possuem musculatura aparente, porém não exageradamente volumosa, transparecendo força e ao mesmo tempo agilidade.
Quanto à trufa (narinas) dos cães, há as colorações comuns: Red Nose (nariz vermelho), Black Nose(nariz preto). Na pelagem todas as cores são aceitas, exceto o merle. As colorações de pelagem mais comumente observadas são vermelho, preto, e fulvo. O albinismo é desqualificado, porém cães brancos normais sem albinismo são aceitos. Nos olhos inclusive a cor verde é aceita, no entanto, o azul é completamente abominado. Cães com um olho de cada cor (heterocromia) são desqualificados. As orelhas são normalmente cortadas para shows de conformação do UKC, mas em estado natural elas são de inserção alta e é aceitável semieretas ou em formato de rosa.
É um cão de porte médio, de construção sólida, pelagem curta e musculatura bem definida, porém leve, esguio e ágil. Esta raça é poderosa e atlética. Combina resistência, força e atletismo com graça e agilidade. Nunca deve ter aparência desajeitada, pesada ou com musculatura exageradamente saliente, ou mesmo ossos finos e pernalta. Acima de tudo, o american pit bull terrier deve ter a capacidade funcional de ser um cão de trabalho, forte e saudável. Facilidade de respirar e equilíbrio e harmonia de todas as partes do corpo são componentes muito importantes.

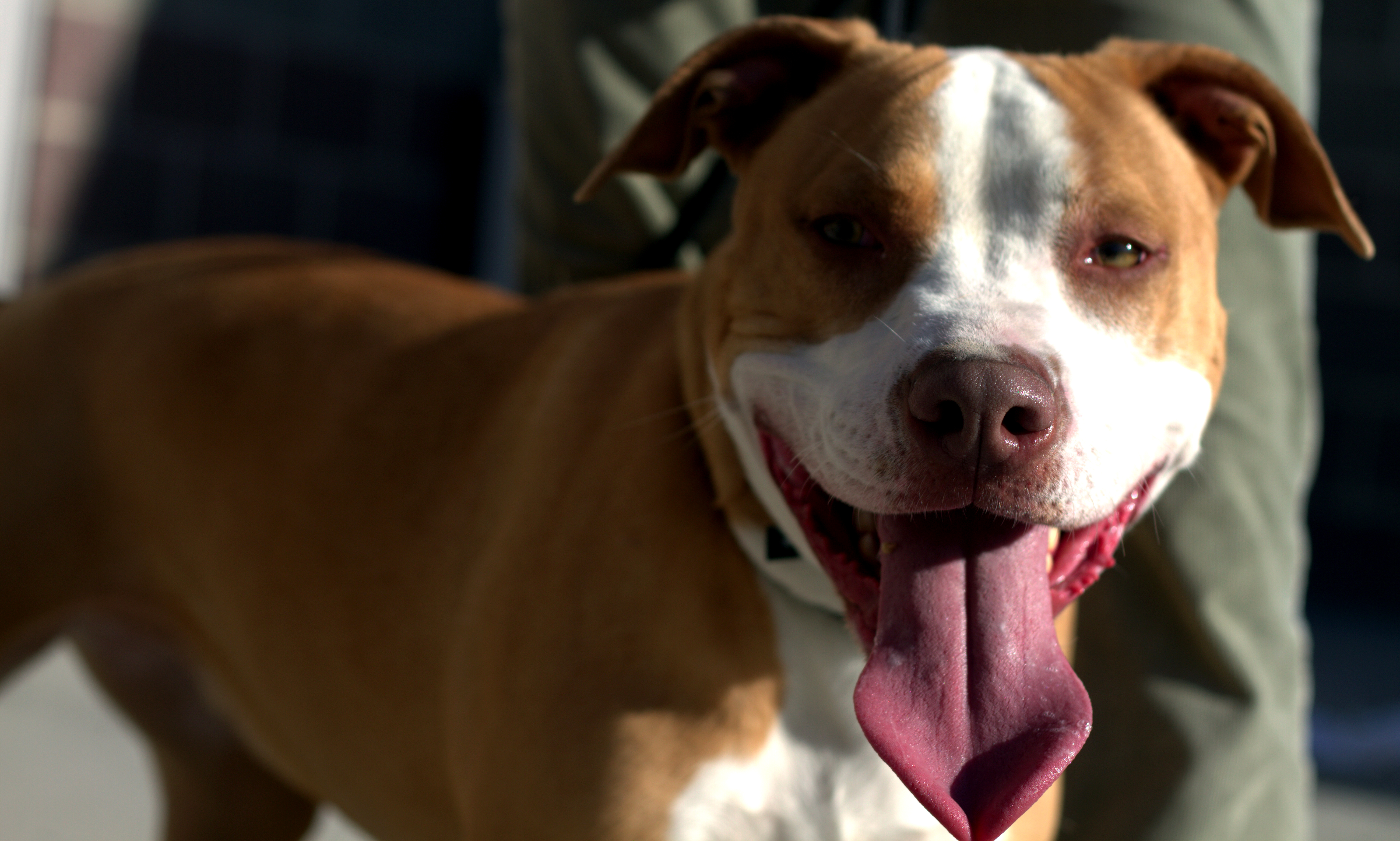
Exemplar Red nose com orelhas naturais em forma de rosa.

### Cores
Trufa (nariz) - A raça possui duas colorações comuns
- Black nose - "Nariz preto". Trufa (nariz) de coloração preta.
- Red nose - "Nariz vermelho". Trufa (nariz) de coloração vermelho fígado.

Cães com narinas totalmente despigmentadas são desqualificados. 

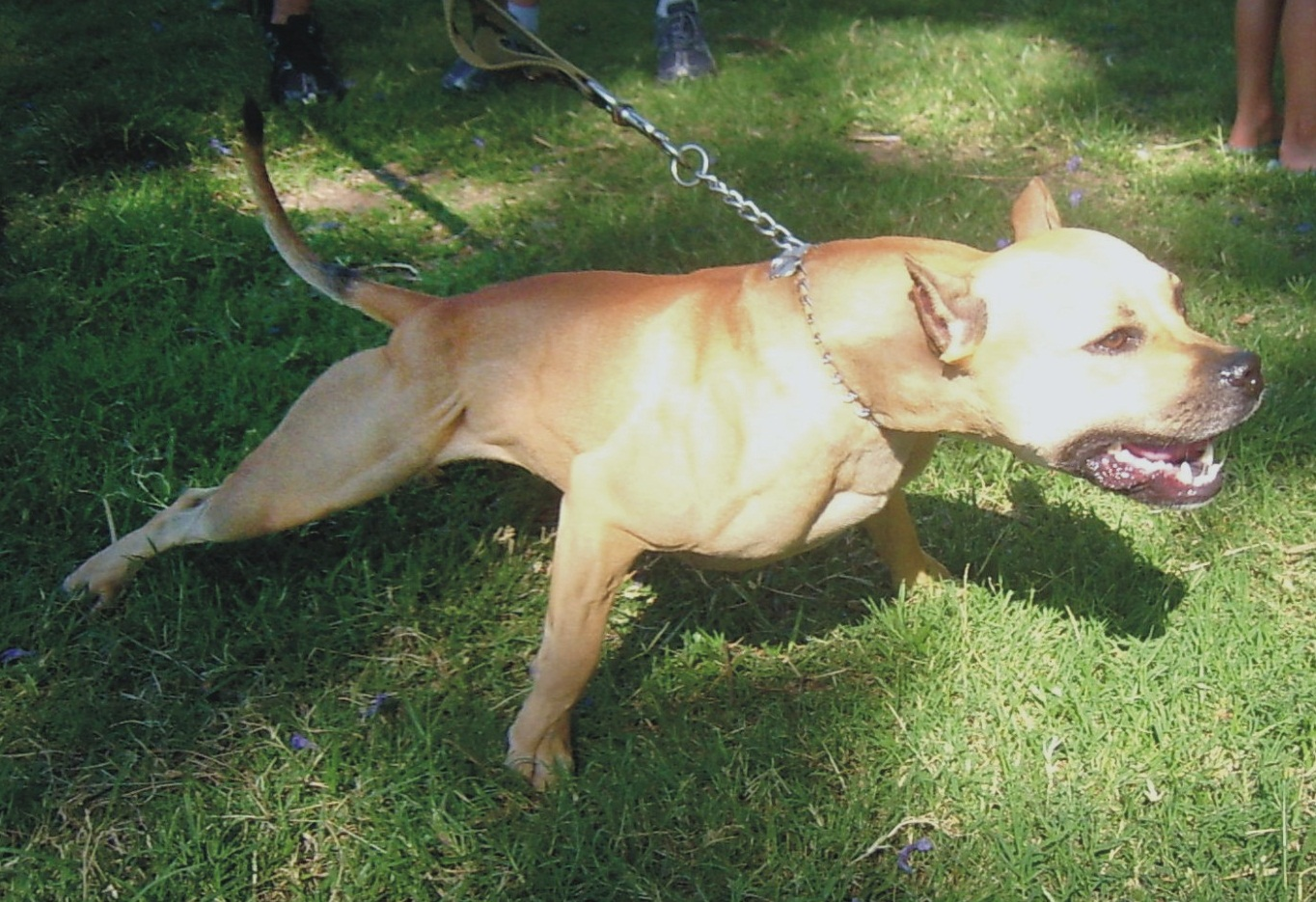
Cadela pit bull, pelagem Buckskin (fulvo), black nose com orelhas cortadas

Pelagem: várias cores são aceitas, desde o chocolate, branco (não-albino), preto, fulvo, marrom, até amarelo-creme e variações de tigrado, com exceção da pelagem Merle e do albinismo, que são desqualificados.
Olhos: todas as cores são aceitas, exceto azul. Cães com heterocromia ocular também são desqualificados.

### Peso e altura
De acordo com o padrão imposto pelo UKC, é preferível que os machos possuam entre 45 a 53 cm de altura na cernelha; e as fêmeas entre 43 e 50,8 cm de altura na cernelha; e que o peso seja de 15 a 27 kg para machos adultos e de 13 a 22 kg para fêmeas adultas. Já de acordo com o padrão ADBA, que possui um limite de peso oficialmente estabelecido, um pit bull condicionado deve pesar entre 13 e 34 kg e a altura deve ser proporcional ao peso, para que o cão não seja nem pernalta, nem baixo demais; deve ser harmonioso em suas medidas e ter aparência quadrada de perfil.

## Temperamento e comportamento

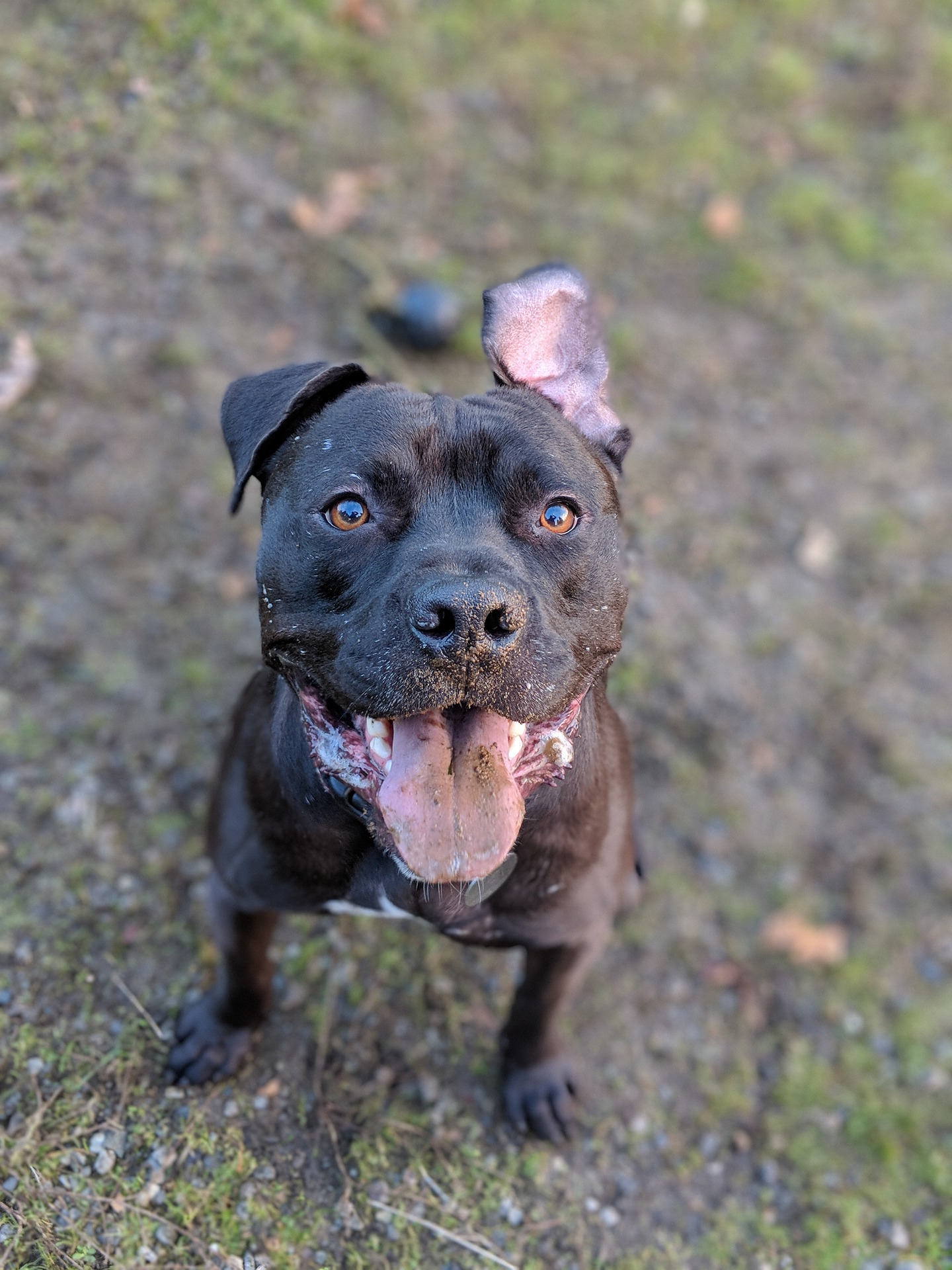
Cão pit bull black nose

São cães que, segundo os padrões da raça, não apresentam agressividade com humanos, sendo bem receptivos com pessoas estranhas, porém, podem apresentar agressividade contra outros cães (característica comum em cães do grupo terrier) ou contra outros animais.
O padrão oficial da raça desenvolvido pelo United Kennel Club (primeiro clube a reconhecer a raça em 1898), estabelece:
É um cão forte, autoconfiante, corajoso, determinado e tem muita alegria de viver. A raça gosta de agradar e é cheia de entusiasmo.[...] Pelo fato de a maioria dos American Pit Bull Terriers apresentar certo nível de agressividade contra outros cães, bem como pelo fato de seu físico ser poderoso, a raça necessita de proprietários que os sociabilizem cuidadosamente e que treinem obediência. O American Pit Bull Terrier não é a melhor escolha para os que procuram cães de guarda, por ser extremamente amigável mesmo com desconhecidos. Comportamento agressivo para com o ser humano não é característico da raça, portanto isso é extremamente indesejável.— Padrão UKC oficial, traduzido pela CBKC «United Kennel Club» (PDF)
Qualquer característica que fuja a essas já mencionadas é totalmente indesejável, sendo fator desqualificante no padrão da raça. Portanto, qualquer cão que não possua as características de temperamento mencionadas, é um péssimo exemplo da raça.
É recomendável que por ocasião de passeios públicos estejam sempre com focinheiras que inviabilizam ataques a outros cães.

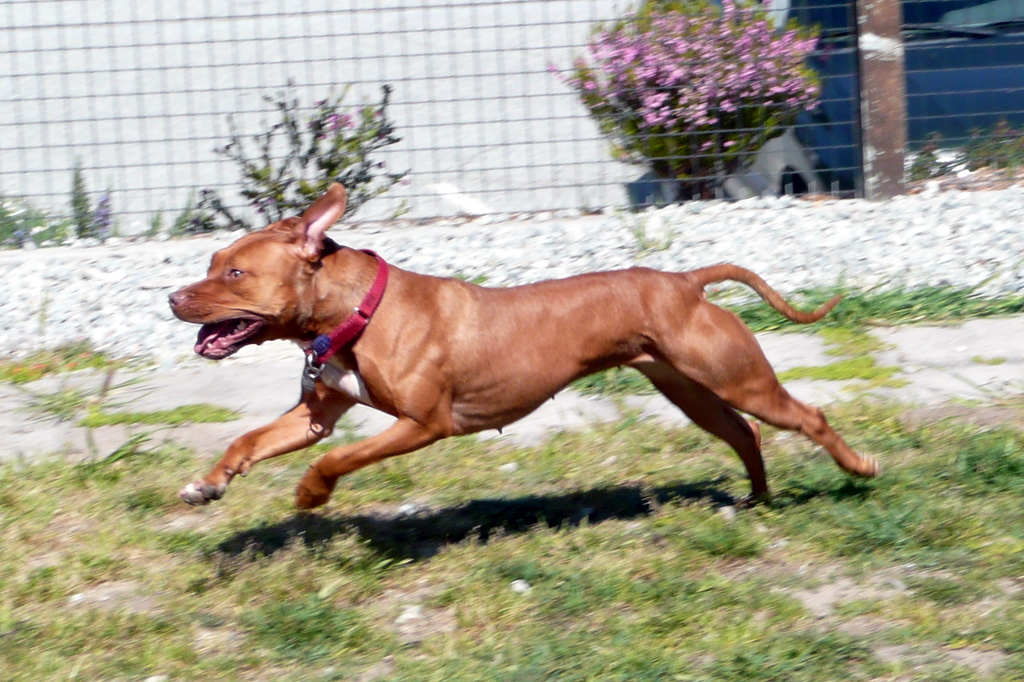
Cadela pit bull

O pit bull é um cão inteligente e versátil, seus exemplares são altamente treináveis. São cães saudáveis, rústicos, que reclamam pouco e oferecem muito aos seus donos. Ao adquirir um exemplar desta raça, o novo dono deve saber de início que por ser um cão atleta nato, necessita de pelo menos uma hora diária de passeios com exercícios frequentes.
A extrema popularidade também gerou problemas para a raça, já que são realizados muitos cruzamentos inescrupulosos e mestiçagens, o que pode gerar cães com temperamento totalmente contrário ao que seria típico dos cães puros.
Segundo a American Temperament Test Society (ATTS), instituição que estuda e avalia o temperamento e comportamento de milhares de cães de diversas raças mediante a uma série de testes em animais com pedigree, o american pit bull terrier teve um dos maiores índices de aprovação, estando dentre os mais dóceis e menos propensos a atacarem pessoas, ficando inclusive a frente de cães das raças rough collie, cocker spaniel, pastor-alemão, golden retriever, e dálmata, por exemplo.

## Risco de ataques de cães e fatalidades
Em 2000, um estudo conjunto realizado por pesquisadores do Centers for Disease Control and Prevention (CDC), da Humane Society of the United States (HSUS) e da American Veterinary Medical Association (AVMA) revelou que Rottweilers e cães do tipo pit bull foram responsáveis por 67% das mortes causadas por mordidas de cães nos Estados Unidos entre 1997 e 1998. Os pesquisadores apontaram que é "extremamente improvável que essas raças representassem 60% dos cães nos Estados Unidos naquele período, sugerindo um problema específico de raça em relação às fatalidades". Entre 1981 e 1992, os cães do tipo pit bull estiveram envolvidos em cerca de um terço das mortes relacionadas a mordidas de cães. A revisão alertou que estudos baseados em notícias podem conter erros devido à subnotificação, dificuldade de localizar todos os relatos relevantes e possíveis erros na identificação da raça do animal. 
Após 2000, o CDC parou de monitorar dados sobre mordidas de cães. Em 2001, Julie Gilchrist, pediatra e epidemiologista do CDC, explicou que a decisão foi tomada porque "realizar análises significativas dos dados era praticamente impossível".
Uma revisão de 2021, que analisou 19 estudos retrospectivos de centros de trauma nos Estados Unidos, constatou que os pit bulls causam ferimentos mais frequentes e graves em comparação com outras raças. Já uma análise de 2020 mostrou que, entre 1971 e 2018, os cães do tipo pit bull ficaram em segundo lugar entre as raças puras mais envolvidas em mordidas graves, atrás apenas dos pastores alemães e à frente de labradores, chow chows e rottweilers. Durante o período analisado, a proporção de mordidas de pastores alemães diminuiu 0,63% ao ano, enquanto a de pit bulls aumentou 1,17% ao ano. Em Denver, Colorado, onde há leis específicas para raças, o aumento foi mais lento.
Segundo uma revisão de 2014 da AVMA, a raça, isoladamente, é um indicador fraco de risco para mordidas de cães. Embora estudos controlados não tenham identificado pit bulls como desproporcionalmente perigosos, outras pesquisas mostraram que, em comparação com outras raças, os pit bulls são mais propensos a causar ferimentos graves, atacar sem provocação e invadir propriedades para atacar. Apesar de os cães do tipo pit bull serem frequentemente associados a casos graves ou fatais, um estudo de 2007 sugeriu que isso pode estar relacionado à popularidade da raça. No Canadá, por exemplo, os huskies siberianos foram responsáveis pela maioria dos ataques fatais em algumas regiões.
Os pit bulls foram originalmente criados para lutas de cães e enfrentamentos com touros. Seus ataques são frequentemente vistos como "sem aviso", o que pode ser atribuído à herança de combate, já que cães de luta que não demonstram sinais de agressão podem se sair melhor em disputas. No entanto, estudos recentes indicam que essa percepção pode ser resultado da falta de conhecimento sobre a linguagem corporal dos cães e do excesso de confiança dos donos em interpretar esses sinais.
Em brigas com outras raças, pit bulls, pastores alemães, grandes dinamarqueses e rottweilers frequentemente se destacam como agressores. Além disso, mais de 20% dos Akitas, Jack Russell Terriers e pit bulls analisados apresentaram agressividade grave contra outros cães. A identificação precisa da raça em ataques fatais continua sendo um desafio, o que torna o tema controverso.
Estudos sobre interações violentas entre cães e humanos, conduzidos por instituições como o CDC e pesquisadores acadêmicos, são frequentemente objeto de debates. A interpretação dos resultados, as dificuldades na identificação das raças e as circunstâncias variáveis alimentam as controvérsias. Outro fator complicador é a influência financeira: pesquisadores de ambos os lados do debate raramente divulgam se recebem financiamento de grupos de interesse, o que pode comprometer a imparcialidade da literatura científica.
Pit bulls são conhecidos por sua tenacidade e resistência em soltar uma mordida, mesmo sob dor intensa." No entanto, o mito de que possuem "mandíbulas travantes" é incorreto. Essa característica está ligada ao comportamento, e não à anatomia.

## Utilização

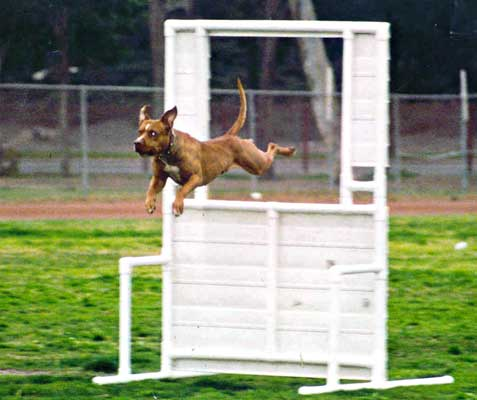
Pit bull saltando obstáculo em evento esportivo promovido pela K9 Pro Sports

Seu porte atlético e leve, e sua predisposição natural para atividades físicas de resistência, torna-o um atleta perfeito para esportes lícitos como Agility, Canicross e Top Dog, assim também como pode ser um bom cão de companhia para pessoas ativas que praticam corrida, bicicleta e outras modalidades.
Seu uso como cão de guarda residencial/patrimonial não é recomendado, uma vez que, como já mencionado, de acordo com os padrões oficiais da raça, o pit bull é, via de regra, caracteristicamente amigável com pessoas estranhas, o que facilita a persuasão deste por suspeitos amigáveis, mesmo em casos de cães treinados, principalmente na ausência do dono.

## Linhagens

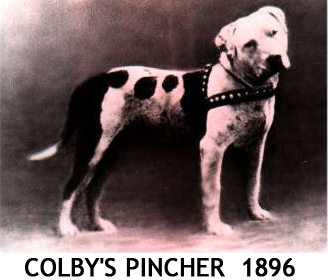
O cão Colby's Pincher, um dos patriarcas da linhagem Colby ainda preservada hoje

As linhagens tradicionais, clássicas ou Game dogs ("Cães com Gameness testado em combate"), são as linhagens mais antigas de pit bull. Estas linhagens foram desenvolvidas e selecionadas por décadas através do Gameness para a prática do combate entre cães. Atualmente, décadas depois da proibição das rinhas, os cães destas linhagens veem sendo preservados e redirecionados para práticas esportivas legais, como o pit gameness (esporte legal de saltos, escalada, etc), TopDog (pela ADBA), e para a caça, especialmente para a caça de javalis nos Estados Unidos. Mas também participam de provas de conformação, promovidas pela American Dog Breeders Association (ADBA), que registra o pit bull desde 1909.
Entre as dezenas de linhagens tradicionais ou clássicas, algumas das mais conhecidas são: Little gator, Redboy, Jocko, Jeep, Mayday, Rascal, Nigerino, Hall, Eli, Crenshaw, Garner, Patrick, Heinzl, Colby, Old Family Red Nose (OFRN), Bolio, Boudreaux, Carver, Chinaman, Zebo, Clouse, etc.
Porém também existem linhagens mais recentes, classificadas como linhagens de conformação ou modernas. Iniciadas entre as décadas de 1970 e 1980, estas linhagens foram desenvolvidas especialmente para competições de conformação (exposições de beleza) do United Kennel Club. Estas linhagens modernas são conhecidas principalmente pela beleza, mas podem também assumir funções, como cães esportistas. Muitas destas linhagens modernas têm como base de fundação cães da linhagem tradicional/clássica Old Family Red Nose (OFRN). Consequentemente, nas linhagens de conformação os cães Red nose são os mais comuns. Dentre as linhagens modernas mais conhecidas, estão: Castillo's, Lar-san, Vegas, Red-coat e Red ranger.
Ambas classificações informais de linhagens, sejam clássicas ou modernas, seguem os mesmos padrões raciais.

## Saúde
O pit bull costuma ser um cão bastante rústico e resistente, porém, pode sofrer com alguns problemas de saúde. Entres as principais doenças que podem acometer a raça estão os problemas de pele, incluindo alergias de pele, dermatite atópica canina e fungos. A sarna demodécica também pode acometer alguns cães. Estes problemas podem afetar principalmente cães red nose e/ou de pelagem branca. A exposição ao sol, no caso de cães brancos, também deve ser controlada.
Assim como em grande parte dos cães de médio a grande porte, o pit bull também pode sofrer com displasia coxofemural.

## Raças assemelhadas
Como uma raça bastante popular, o pit bull costuma ser usado como parâmetro comparativo com diversas outras raças menos conhecidas. Exemplos de raças que são confundidas com pit bull são as que compõem o grupo "terriers de tipo bull", em especial a raça Staffordshire bull terrier, que possui origem conceitual semelhante ao pit bull, sendo também descendente de uma vertente do bull-and-terrier, mas de origem puramente inglesa; e o American staffordshire terrier, uma jovem raça americana derivada do pit bull, mas que hoje possui diferenças físicas (à exemplo de cor, tamanho, peso e morfologia) e comportamentais consideráveis. Outros exemplos de raças confundidas com pit bull incluem as da categoria molosso.